# イブニング・ニュースとやま
『イブニング・ニュースとやま』は、2005年3月28日から2009年3月27日までチューリップテレビで放送された夕方のローカルワイドニュース番組（『イブニング・ファイブ』の富山県ローカルパート）。
『イブニング・ファイブ』と『JNNイブニング・ニュース』の終了に伴い、2009年3月27日放送分をもって終了した。後番組は『チューリップワイド THE NEWS』。

## 放送時間
- 月曜 - 金曜 18:16 - 18:48（JST、2005年3月28日 - 2009年3月27日）

## 出演者

### メインキャスター
- 石川愛恵（当時TUTアナウンサー）

### サブキャスター
- 宮城克文（当時TUTアナウンサー）

### スポーツキャスター
- 五百旗頭幸男（当時TUTアナウンサー）
- 佐藤浩二（当時TUTアナウンサー）